# Festival di Berlino 1961

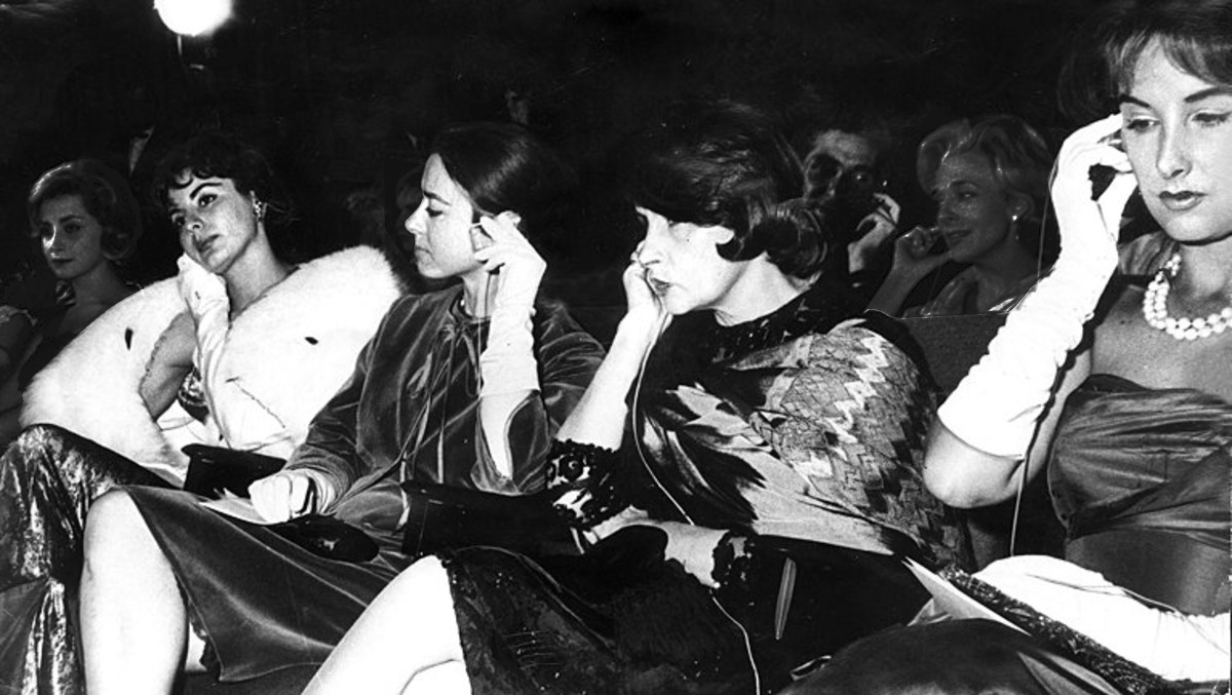
Attrici argentine presenti alla Berlinale del 1961, da destra: Mirtha Legrand, Tita Merello, Olga Zubarry e Isabel Sarli.

L'11ª edizione del Festival internazionale del cinema di Berlino si è svolta a Berlino dal 23 giugno al 4 luglio 1961, con lo Zoo Palast come sede principale. Direttore del festival è stato per l'undicesimo anno Alfred Bauer.
L'Orso d'oro è stato assegnato al film italo-francese La notte di Michelangelo Antonioni, vincitore anche del Premio FIPRESCI.
Il film di apertura del festival è stato Giulietta e Romanoff di Peter Ustinov.
Le retrospettive di questa edizione sono state dedicate ai registi Richard Oswald, Billy Wilder e Akira Kurosawa.

## Storia
Dopo l'edizione sottotono del 1960, al suo 11º anno la Berlinale fu accompagnata da un diffuso scetticismo tra i critici e, soprattutto, tra gli organizzatori. Le obiezioni erano dirette in particolare al processo di selezione, che in questi anni il direttore Alfred Bauer e la sua squadra stavano tentando di migliorare. Decisa a ridurre il numero di film presentati nei grandi festival, la FIAPF aveva imposto la regola secondo cui nessun Paese poteva essere rappresentato da più di due pellicole in concorso. Ciascuno poteva presentare un contributo ufficiale, lasciando all'organizzazione l'opportunità di visualizzare e invitare altri film in modo indipendente.
Così, nonostante la presenza di 53 Paesi rappresentati da lungometraggi, documentari, cortometraggi o solamente da delegati, la selezione ufficiale del 1961 incluse solo 27 film, quattro dei quali invitati personalmente da Bauer: La notte di Michelangelo Antonioni, La donna è donna di Jean-Luc Godard, Question 7 di Stuart Rosenberg e Eri tu l'amore di Ralph Thomas (oltre al documentario Traumland der Sehnsucht di Wolfgang Müller-Sehn). Alla fine, proprio questi film si aggiudicarono i premi principali e divenne sempre più chiaro che il programma del festival doveva essere liberato dalle considerazioni spesso troppo tattiche delle industrie cinematografiche nazionali. C'era un'intensa esigenza di viaggiare, partecipare alle anteprime in altri Paesi e coinvolgere nella selezione gli addetti culturali delle ambasciate tedesche.
Così Bernhard Wicki, vincitore dell'Orso d'argento per il miglior regista, ha ricordato gli ultimi giorni di lavorazione del suo film: «Avevo finito di girare quella primavera, doveva essere presentato in anteprima a Berlino...  Il direttore della Berlinale a quel tempo, Alfred Bauer, aveva fissato la data della première il più tardi possibile, ovvero era il film conclusivo del festival. Il montaggio e la sincronizzazione erano stati completati, il festival era iniziato e avevamo appena cominciato il missaggio... Abbiamo lavorato giorno e notte. Un fattore complicante era che le immagini venivano elaborate presso la UFA a Berlino e il sonoro nei laboratori Filmhansa di Gottinga... Ero così esausto che ho semplicemente dormito per tutta la prima proiezione del film».
Il dibattito sui contenuti in un'epoca di cambiamenti, avviato già nel 1960, proseguì in questa edizione del festival. Così come stava avvenendo nelle altri grandi rassegne, anche la Berlinale segnò il passaggio dal cinema delle celebrità al cinema d'autore. Con film come quelli di Bernhard Wicki, Elio Petri, Fons Rademakers, Ralph Thomas e Akira Kurosawa il programma fu ancora più "impegnato" che in passato, eppure agli occhi del pubblico (e soprattutto della stampa scandalistica) quello che fu percepito fu che ancora una volta mancavano le star e che il glamour dei primi tempi era scomparso. Alfred Bauer aveva invitato numerosi attori di calibro internazionale ma solo pochi di loro accettarono, secondo lo stesso direttore perché avevano preferito partecipare al Festival di Mosca, «che come sappiamo ha spesato gli artisti, compreso un giro turistico attraverso l'Unione Sovietica». Alla fine le più acclamate furono soprattutto celebrità locali come Lil Dagover, Gert Fröbe, Ingrid van Bergen, Hardy Krüger e Liselotte Pulver.
Bauer fu contrariato dall'immagine che la stampa tedesca aveva dato del festival e in una lettera inviata il 2 agosto 1961 a Gerd Bucerius, deputato della CDU e editore del settimanale Stern, si lamentò per il fatto che i "lettori indifesi" erano stati privati della qualità cinematografica a vantaggio dell'enfasi sulla "attrattiva fisica" delle ospiti femminili, in particolare del sex symbol Jayne Mansfield: «Stern non ha detto niente a proposito dell'alta qualità del festival di quest'anno e degli eventi che lo hanno accompagnato e che hanno sempre conquistato l'attenzione della stampa seria in patria e all'estero. Al contrario, la sua rivista ha fornito all'Europa dell'Est la propaganda con il materiale di benvenuto per l'affermazione che il "focolaio del vizio" di Berlino dovrebbe essere trasformato in una "città pulita e libera" il più rapidamente possibile».
La vittoria di Antonioni e i due Orsi d'argento assegnati al film di Godard si dimostrarono la cartina di tornasole per un'intera generazione di critici e operatori del settore. Eppure, proprio la critica si trovò in difficoltà con la rappresentazione comprensiva e senza compromessi della donna nel film di Godard e il tema dell'alienazione in quello di Antonioni, a proposito del quale Heinz Ungureit scrisse sul Frankfurter Rundschau: «Estranei l'uno per l'altro, la coppia di sposi esce nella notte, lui sempre più instabile, lei ancora più annoiata con la sua dolce conformità. L'abbraccio con cui si salva non avrebbe potuto essere più ripugnante o fatale. Il film ci lascia con una tale desolazione, con la riduzione di tutte le relazioni a qualcosa di superficiale».
Le nuove tendenze estetiche furono accettate in modo riluttante e in molti giudicarono queste opere fredde e nichiliste, rilevando che tempi ancora più freddi si prospettavano non solo a Berlino, dove poche settimane dopo la fine del festival la guerra fredda portò con sé una brutale nuova realtà: dal 13 agosto 1961 la costruzione di un muro iniziò la divisione della città.

## Giurie

### Giuria internazionale
- James Quinn, produttore (Regno Unito) - Presidente di giuria[8]
- France Roche, giornalista, critica cinematografica, attrice e sceneggiatrice (Francia)
- Marc Turfkruyer, critico cinematografico (Belgio)
- Satyajit Ray, regista (India)
- Gian Luigi Rondi, critico cinematografico (Italia)
- Hirotsugu Ozaki, critico teatrale (Giappone)
- Nicholas Ray, regista (Stati Uniti)
- Falk Harnack, regista e sceneggiatore (Germania Ovest)
- Hans Schaarwächter, giornalista e scrittore (Germania Ovest)

### Giuria "Documentari e cortometraggi"
- Willem de Vogel, attore (Paesi Bassi) - Presidente di giuria[8]
- Else Goelz, giornalista (Germania Ovest)
- Mohammed Gamal Eldin Rifaat (Emirati Arabi Uniti)
- Luis Gómez Mesa, critico cinematografico e scrittore (Spagna)
- Max Lippmann, critico cinematografico (Germania Ovest)
- Ingeborg Lyche, presidente della Statens Filmsentral (Norvegia)
- Flávio R. Tambellini, produttore (Brasile)

## Selezione ufficiale
- L'aggressione (La patota), regia di Daniel Tinayre (Argentina)
- Almurahikat, regia di Ahmed Diaeddin (Egitto)
- L'amante di 5 giorni (L'amant de cinq jours), regia di Philippe de Broca (Francia, Italia)
- Amélie ou le temps d'aimer, regia di Michel Drach (Francia)
- Antigoni, regia di Yorgos Javellas (Grecia)
- Anuradha, regia di Hrishikesh Mukherjee (India)
- L'assassino, regia di Elio Petri (Italia, Francia)
- I cattivi dormono in pace (Warui yatsu hodo yoku nemuru), regia di Akira Kurosawa (Giappone)
- La donna è donna (Une femme est une femme), regia di Jean-Luc Godard (Francia, Italia)
- Eri tu l'amore (No Love for Johnnie), regia di Ralph Thomas (Regno Unito)
- Giulietta e Romanoff (Romanoff and Juliet), regia di Peter Ustinov (Stati Uniti)
- I faresonen, regia di Bjørn Breigutu (Norvegia)
- Los jóvenes, regia di Luis Alcoriza (Messico)
- Kirik çanaklar, regia di Memduh Ün (Turchia)
- Mabu, regia di Kang Dae-jin (Corea del Sud)
- Macbeth, regia di George Schaefer (Regno Unito, Stati Uniti)
- Makkers, staakt uw wild geraas , regia di Fons Rademakers (Paesi Bassi)
- La notte, regia di Michelangelo Antonioni (Italia, Francia)
- Il piacere della sua compagnia (The Pleasure of His Company), regia di George Seaton (Stati Uniti)
- Prae dum, regia di Ratana Pestonji e Ratanavadi Ratanabhand (Thailandia)
- Question 7, regia di Stuart Rosenberg (Stati Uniti, Germania Ovest)
- Salverò il mio amore (Two Loves), regia di Charles Walters (Stati Uniti)
- Lo strano mondo del signor Mississippi (Die Ehe des Herrn Mississippi), regia di Kurt Hoffmann (Svizzera, Germania Ovest)
- Tulipunainen kyyhkynen, regia di Matti Kassila (Finlandia)
- La vendetta dei cangaceiros (A Morte Comanda o Cangaço), regia di Carlos Coimbra e Walter Guimares Motta (Brasile)
- Das Wunder des Malachias, regia di Bernhard Wicki (Germania Ovest)
- Yi wan si qian ge zheng ren, regia di Hao Wang (Taiwan, Hong Kong)

### Documentari e cortometraggi
- Chimichimito, regia di José Martin (Venezuela)
- Description d'un combat, regia di Chris Marker (Israele, Francia)
- Gesicht von der Stange?, regia di Raimund Ruehl (Germania Ovest)
- De lage landen, regia di George Sluizer (Paesi Bassi)
- Morning on the Lièvre, regia di David Bairstow (Canada)
- Un país llamado Chile, regia di B.H. Hardy (Cile)
- Sirènes, regia di Emile Degelin (Belgio)
- Lo specchio, la tigre e la pianura, regia di Raffaele Andreassi (Italia)
- Traumland der Sehnsucht, regia di Wolfgang Müller-Sehn (Grecia, Germania Ovest)

## Premi

### Premi della giuria internazionale
- Orso d'oro: La notte di Michelangelo Antonioni
- Orso d'argento: Makkers, staakt uw wild geraas di Fons Rademakers
- Orso d'argento, gran premio della giuria: ex aequo
Mabu di Kang Dae-jin
La donna è donna di Jean-Luc Godard
- Orso d'argento per il miglior regista: Bernhard Wicki, per Das Wunder des Malachias
- Orso d'argento per la migliore attrice: Anna Karina, per La donna è donna di Jean-Luc Godard
- Orso d'argento per il miglior attore: Peter Finch, per Eri tu l'amore di Ralph Thomas

### Premi della giuria "Documentari e cortometraggi"
- Orso d'oro per il miglior documentario: Description d'un combat di Chris Marker
- Orso d'argento, premio speciale (documentari): Traumland der Sehnsucht di Wolfgang Müller-Sehn
- Orso d'oro per il miglior cortometraggio: Gesicht von der Stange? di Raimund Ruehl
- Orso d'argento (cortometraggi): Chimichimito di José Martin
- Orso d'argento, premio straordinario della giuria (cortometraggi):
De lage landen di George Sluizer
Lo specchio, la tigre e la pianura di Raffaele Andreassi
Sirènes di Emile Degelin
Morning on the Lièvre di David Bairstow

### Premi delle giurie indipendenti
- Premio FIPRESCI: La notte di Michelangelo Antonioni
- Premio OCIC: Question 7 di Stuart Rosenberg
- Premio CIDALC: L'aggressione di Daniel Tinayre
- Jugendfilmpreis:
Miglior lungometraggio: Question 7 di Stuart Rosenberg
Miglior documentario: Description d'un combat di Chris Marker
Miglior cortometraggio: De lage landen di George Sluizer
Menzione d'onore: Gesicht von der Stange? di Raimund Ruehl